# Jani Lane
Jani Lane, född John Kennedy Oswald (senare ändrat till John Patrick Oswald) 1 februari 1964 i Akron, Ohio, död 11 augusti 2011 i Woodland Hills, Los Angeles, Kalifornien, var en amerikansk sångare. Han var låtskrivare och sångare i glam metal-bandet Warrant.
Med det långa blonda håret och tajta läderkläder förkroppsligade Lane hair metal, som glam metal också kallades, i slutet av 1980-talet då han slog igenom med Warrant. Cherry Pie och Heaven fanns bland bandets mest kända låtar. Lane sade att det tog honom 45 minuter att skriva Cherry Pie, titellåten på bandets framgångsrika andra album från 1990.
Lane hittades i augusti 2011 död av akut alkoholförgiftning i ett Comfort Inn-motellrum i Los Angeles-stadsdelen Woodland Hills.